# Phyllanthus aphanostylus
Phyllanthus aphanostylus är en emblikaväxtart som beskrevs av Airy Shaw och Grady Linder Webster. Phyllanthus aphanostylus ingår i släktet Phyllanthus och familjen emblikaväxter.

## Underarter
Arten delas in i följande underarter:
- P. a. aphanostylus
- P. a. tristis